# Matija Vertovec
Matija Vertovec, tudi Vertovec, Vrtovicz, Vertovc, Vrtovec, Vertouz, slovenski duhovnik, zgodovinar, vinogradnik, astronom, strokovni pisec, * 28. januar 1784, Jakuline (Šmarje na Vipavskem), Slovenija, † 2. september 1851, Podnanos.

## Življenje
Bil je sin kmeta Franca Vertovca in kmetice Margarete Polšak. Osnovno izobrazbo je dobil v vipavski farni šoli ter pri domačem duhovniku. Gimnazijo je obiskoval v Gorici, licej pa v Gradcu. Prvi letnik bogoslovja je zaključil v Ljubljani, ostale tri pa je dokončal v Gorici. V času šolanja je bil odličen študent in je dobival škofijsko štipendijo. 21. decembra 1807 je postal duhovnikov pomočnik v Vipavi, od junija 1807 do marca 1813 pa je služboval kot kaplan na Planini pri Ajdovščini. To je tudi bil čas prihoda Francozov, pri katerih je bil deležen velikega ugleda. Na prigovarjanje vipavskega dekana je zaprosil za premestitev v Št. Vid pri Vipavi, kjer je služboval kot vikar. Prebivalcem krajev, v katerih je služboval, je priskrbel izobrazbo in zdravstveno nego ter zagotovil gospodarski napredek. Na Planini je postavil temelje šole in s pomočjo strokovne literature učil prebivalce kmetijstva in vinarstva ter ob epidemiji koz prepričal starše, da cepijo svoje otroke in tako je preprečil številne smrti. Zaradi bolezni se je leta 1851 upokojil ter preselil k svojemu nečaku, Filipu Vertovcu, v Podnanos. Svoje premoženje je po smrti zapustil rojstnemu kraju, krajem, kjer je služboval, ter dobrodelnim zavodom.

## Delo
Poleg slovenščine in hrvaščine si je pridobil znanje latinščine in grščine ter nemščine, italijanščine in francoščine. S pomočjo znanja jezikov je lahko prebiral tedaj najpomembnejšo strokovno literaturo in tako dosegel uspehe na področju zgodovine, geografije, kemije, fizike, astronomije, kmetijstva, zlasti v vinogradništvu in kletarstvu.
Svoje znanje je bogatil s potovanji po Madžarskem, Nemčiji, Franciji in Italiji. Kot aktiven član Kranjske, Goriške in Štajerske kmetijske družbe se je udeleževal vseavstrijskih zborovanj v Gradcu, Heilbronnu in Salzburgu. Sodi med najvidnejše slovenske strokovne pisce 19. stoletja. Njegova dela so pisana v slovenščini, razen nekaj nemških besedil, ki so bila objavljena v Illyrisches Blattu. Svoja dela je objavljal v strokovnih člankih ali samostojnih knjigah. Učil se je na lastnih izkušnjah in spodbujal vinogradnike, da bi mu sledili.

### Zgodovina
Njegova dela s področja zgodovine so pomembna predvsem za vipavsko krajevno zgodovino. Napisal je številne članke iz svetovne in domače zgodovine in jih objavljal v Novicah. Njegova Obča povestnica ali Zgodovine celega sveta velja za prvi poizkus slovenske obče zgodovine, ki jo je napisal zaradi dogovora z Bleiweisom. Iz nje je objavil odlomek Križarske vojske, Zgodovinska pisma in Stari Slavjani. Po njegovi smrti je rokopis dopolnil in priredil Miha Verne, izšel pa je pod imenom obeh avtorjev leta 1865.

### Geografija
Znane so objave člankov s področje geografije, nekaj geografskih podatkov pa zasledimo tudi v njegovi Vinoreji za Slovence.

### Kemija
Na prošnjo časopisa Novice je na področje kemije posegel s svojo Kmetijsko kemijo, ki je napisana za praktično rabo v kmetijstvu in za strokovne ter druge šole. O kemiji je pisal tudi v Vinoreji za Slovence.

### Astronomija
Objavljal je članke o astronomiji, med njimi Zemlja je krogla, Težka moč Zemlje, Noč in dan ter Leto. Izšla je tudi njegova knjiga Zvezdoslovje ali zvezdoznanstvo, v kateri je pisal o glavnih dosežkih astronomije svoje dobe.

### Kmetijstvo
Pomembna so tri njegova dela. Vinoreja za Slovence je napisana na podlagi lastnih izkušenj in znanja, ki ga je pridobil s prebiranjem strokovne tujejezične literature. Ta knjiga vsebuje številne koristne nasvete za vinogradnike, da bi lahko z njihovo pomočjo uspešno gojili vinsko trto. Opazen pa je tudi njegov kritičen odnos do svetovnega vinarstva. Drugi dve deli sta: Kmetijska kemija ter knjižica Sporočilo slovenskim vinorednikam sosebno ipavskim in primorskim.

## Zanimivosti
- V Kmetijskih in rokodelskih novicah je objavil svoj prvi spis Vinske trte hvala, ki je navdih za Staničevo pesem Hvala vinske trte in vsaj deloma za Prešernovo Zdravljico.
- V Vinoreji za Slovence (Predgovor, str. VIII) opisuje uspešno cepljenje 90 otrok proti črnim kozam na Planini nad Ajdovščino v letu 1810.
- Njegov govor pri svetem Hieronimu na Nanosu je prva v slovenščini napisana hvalnica goram.
- Ob stoletnici rojstva so mu na hiši, v kateri je umrl, postavili spominsko ploščo.

## Dela
- Vinoreja za slovence (1844)
- Kmetijska kemija (1847)
- Sporočilo slovenskim vinorednikam sosebno ipavskim in primorskim (1850)
- Shodnji ogovori (1810-1848)